# 阿爾佩白鮭
阿爾佩白鮭（学名：Coregonus alpenae），為輻鰭魚綱鮭形目鮭科的一種，原產於五大湖區的休倫湖和密西根湖，已絕種。其特徵是具有細長的身體，側扁。頭部寬而短；眼中等大小；吻寬的，略微圓的；下頜通常突出的超過上頜頜，上頜骨通常沒有顏色，向後延伸到超過眼的前緣。整體的顏色銀色戴有粉紅或紫色的彩虹色，綠色或藍色背面，體側邊銀色，腹面白色，在顎與鰭上的色素沈著非常淡的，背鰭軟條10至13枚；臀鰭軟條10至14枚，體長可達45.6公分。1930年代本魚是五大湖區產量最多的種類，被製成煙燻鮭魚。從1967年以後，再也沒有本種的記錄。